# Synagoge (Klučenice)
Koordinaten: 49° 33′ 13,9″ N, 14° 12′ 48,1″ O

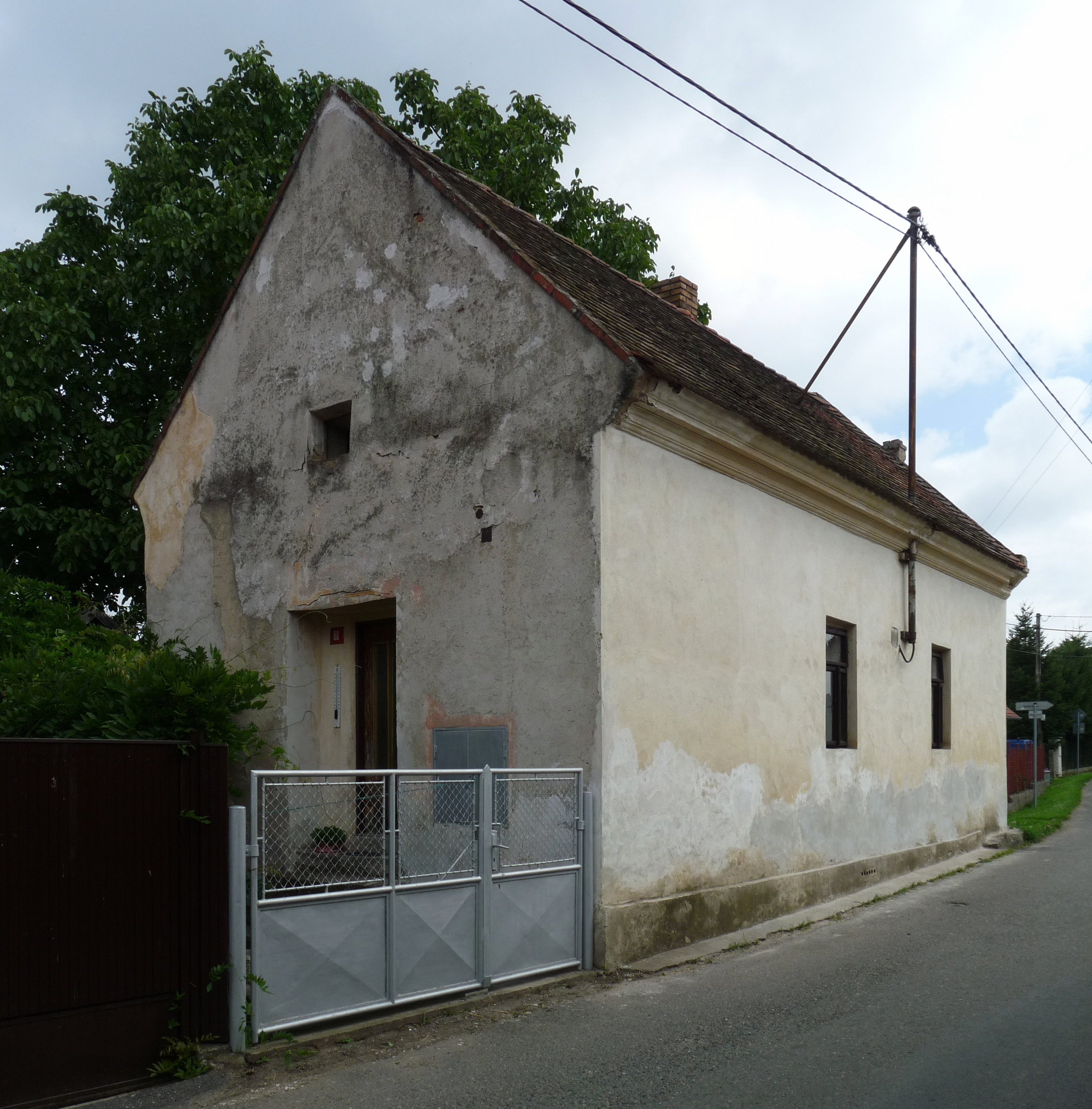
Ehemalige Synagoge in Klučenice (2016)

Die Synagoge in Klučenice, einer Gemeinde im tschechischen Okres Příbram der Region Středočeský kraj (deutsch Mittelböhmische Region), wurde 1883 errichtet.
Die profanierte Synagoge wurde zu einem Wohnhaus umgebaut.